# Il diavolo zoppo (film 1948)
Il diavolo zoppo (Le Diable boiteux) è un film del 1948, scritto, diretto e interpretato da Sacha Guitry.
Diavolo zoppo era il nomignolo con cui venne chiamato Charles Maurice de Talleyrand-Périgord, protagonista del film in un affresco storico che ripercorre le vicende della Francia passando attraverso la rivoluzione francese, l'era napoleonica e la restaurazione. 

## Trama
La vita di Charles Maurice de Talleyrand-Périgord è il binario dove la trama corre veloce toccando le grandi figure storiche che di fatto vennero orientate dall'uomo politico francese quali Napoleone, Luigi XVIII, Carlo X et Luigi Filippo. Nell'opera l'adattamento del diplomatico alle situazioni storiche in cui la Francia si venne a trovare nel corso del tempo della sua vita ne fa un eroe profondamente patriottico, oltre la Repubblica, la Monarchia e l'Impero. Le calunnie di opportunismo che attirarono naturalmente le sue attività sono rese disprezzabili ricordando l'intelligenza, l'humour, il perfezionismo e la megalomania che, facendone un personaggio teatrale, diventa nel film un valore aggiunto. In uno spazio scenico dominato da figure maschili madame Grand è la leggerezza non sfiorata da situazioni, pur caratterizzate da un salutare straniamento, estremamente paludate. Nella scena iniziale a un certo punto i quattro valletti di Talleyrand sono costretti a fingere di zoppicare come lui nel seguirlo, una punizione collettiva in quanto uno di loro era stato sorpreso a prenderlo in giro imitandolo poco prima.

## Produzione
Il film fu prodotto dall'Union Cinématographique Lyonnaise (UCIL).

## Distribuzione
Distribuito dalla La Compagnie Parisienne de Location de Films, il film uscì nelle sale cinematografiche francesi il 29 settembre 1948.